# Fredrik Mühlbacher
Fredrik Mühlbacher, född 30 januari 1998 i i Sankt Johann in Tirol, är en österrikisk skidskytt och tidigare längdåkare.

## Karriär
Vid EM 2025 i Martell tog Mühlbacher silver i 20 km distans och brons i 10 km sprint.